# Андерс Ніблом
Андерс Даніель Ніблом (дан. Anders Daniel Nyblom; нар. 26 листопада 1981, Вааса, провінція Пог'янмаа, Фінляндія) — данський борець греко-римського стилю, дворазовий чемпіон Північних чемпіонатів, учасник Олімпійських ігор.

## Життєпис
Боротьбою почав займатися з 1986 року. З 1998 по 2001 роки чотири рази поспіль ставав чемпіоном Північних чемпіонатів серед юніорів.
Посівши на чемпіонаті світу 2007 року восьме місце, здобув ліцензію на літні Олімпійські ігри в Пекін. На Олімпіаді Ніблом у першому раунді змагань поступився з рахунком 1:8 представнику Південної Кореї Пак Ин Чхолу. Оскільки південнокорейський спортсмен не пробився до фіналу, Андерс Ніблом не зміг позмагатися у втішному турнірі за бронзову нагороду та вибув зі змагань, посівши у підсумку чотирнадцяте місце.
Виступав за борцівський клуб «Brydeklubb» Гернінг. Тренер — Ярек Піцара (з 2004). Його брат-близнюк Хакан Ніблом теж член збірної Данії з греко-римської боротьби, бронзовий призер чемпіонату світу, бронзовий призер чемпіонату Європи, чотириразовий чемпіон Північних чемпіонатів, учасник двох літніх Олімпійських ігор 2004 року в Афінах і літніх Олімпійських ігор 2012 року в Лондоні.

## Спортивні результати на міжнародних змаганнях

### Виступи на Олімпіадах
| Змагання                    | Збірна | Вагова категорія                 | Місце |
| --------------------------- | ------ | -------------------------------- | ----- |
| Літні Олімпійські ігри 2008 | Данія  | греко-римська боротьба, до 55 кг | 15    |

### Виступи на Чемпіонатах світу
| Змагання                        | Збірна | Вагова категорія                 | Місце |
| ------------------------------- | ------ | -------------------------------- | ----- |
| Чемпіонат світу з боротьби 2001 | Данія  | греко-римська боротьба, до 54 кг | 27    |
| Чемпіонат світу з боротьби 2002 | Данія  | греко-римська боротьба, до 55 кг | 24    |
| Чемпіонат світу з боротьби 2005 | Данія  | греко-римська боротьба, до 55 кг | 5     |
| Чемпіонат світу з боротьби 2006 | Данія  | греко-римська боротьба, до 55 кг | 9     |
| Чемпіонат світу з боротьби 2007 | Данія  | греко-римська боротьба, до 55 кг | 8     |

### Виступи на Чемпіонатах Європи
| Змагання                         | Збірна | Вагова категорія                 | Місце |
| -------------------------------- | ------ | -------------------------------- | ----- |
| Чемпіонат Європи з боротьби 2001 | Данія  | греко-римська боротьба, до 54 кг | 18    |
| Чемпіонат Європи з боротьби 2003 | Данія  | греко-римська боротьба, до 55 кг | 21    |
| Чемпіонат Європи з боротьби 2004 | Данія  | греко-римська боротьба, до 55 кг | 13    |
| Чемпіонат Європи з боротьби 2005 | Данія  | греко-римська боротьба, до 55 кг | 18    |
| Чемпіонат Європи з боротьби 2007 | Данія  | греко-римська боротьба, до 55 кг | 9     |

### Виступи на Північних чемпіонатах
| Змагання                            | Збірна | Вагова категорія                 | Місце  |
| ----------------------------------- | ------ | -------------------------------- | ------ |
| Північний чемпіонат з боротьби 2000 | Данія  | греко-римська боротьба, до 54 кг | Срібло |
| Північний чемпіонат з боротьби 2002 | Данія  | греко-римська боротьба, до 55 кг | Срібло |
| Північний чемпіонат з боротьби 2005 | Данія  | греко-римська боротьба, до 55 кг | Золото |
| Північний чемпіонат з боротьби 2006 | Данія  | греко-римська боротьба, до 55 кг | Золото |
| Північний чемпіонат з боротьби 2007 | Данія  | греко-римська боротьба, до 55 кг | Бронза |

### Виступи на інших змаганнях
| Змагання                           | Збірна | Вагова категорія                 | Місце  |
| ---------------------------------- | ------ | -------------------------------- | ------ |
| Гран-прі Німеччини з боротьби 2002 | Данія  | греко-римська боротьба, до 55 кг | 7      |
| Тор Мастерс 2003                   | Данія  | греко-римська боротьба, до 55 кг | Золото |
| Гран-прі Німеччини з боротьби 2004 | Данія  | греко-римська боротьба, до 55 кг | 4      |
| Тор Мастерс 2005                   | Данія  | греко-римська боротьба, до 60 кг | Золото |
| Гран-прі Німеччини з боротьби 2005 | Данія  | греко-римська боротьба, до 55 кг | Срібло |
| Тор Мастерс 2006                   | Данія  | греко-римська боротьба, до 60 кг | Золото |
| Тор Мастерс 2007                   | Данія  | греко-римська боротьба, до 60 кг | Золото |
| Гран-прі Німеччини з боротьби 2007 | Данія  | греко-римська боротьба, до 60 кг | 5      |
| Тор Мастерс 2016                   | Данія  | греко-римська боротьба, до 59 кг | 6      |
| Тор Мастерс 2017                   | Данія  | греко-римська боротьба, до 59 кг | 14     |

### Виступи на змаганнях молодших вікових груп
| Змагання                                          | Збірна | Вагова категорія                 | Місце  |
| ------------------------------------------------- | ------ | -------------------------------- | ------ |
| Північний чемпіонат з боротьби серед юніорів 1998 | Данія  | греко-римська боротьба, до 49 кг | Золото |
| Північний чемпіонат з боротьби серед юніорів 1999 | Данія  | греко-римська боротьба, до 50 кг | Золото |
| Північний чемпіонат з боротьби серед юніорів 2000 | Данія  | греко-римська боротьба, до 54 кг | Золото |
| Чемпіонат світу з боротьби серед юніорів 2000     | Данія  | греко-римська боротьба, до 50 кг | 6      |
| Північний чемпіонат з боротьби серед юніорів 2001 | Данія  | греко-римська боротьба, до 54 кг | Золото |
| Чемпіонат світу з боротьби серед юніорів 2001     | Данія  | греко-римська боротьба, до 50 кг | 17     |